# Ndiapo Letsholathebe
Ndiapo Letsholathebe (ur. 25 lutego 1983 we Francistown) – piłkarz botswański grający na pozycji środkowego obrońcy.

## Kariera klubowa
Karierę piłkarską Letsholathebe rozpoczął w klubie Botswana Police XI SC z miasta Otse. W jego barwach zadebiutował w 2002 roku w botswańskiej Premier League. Z klubem tym wywalczył mistrzostwo Botswany w 2006 roku. W latach 2012–2014 grał w Botswana Defence Force XI FC, z którym w sezonie 2013/2014 został wicemistrzem kraju. W sezonie 2014/2015 ponownie grał w Botswana Police XI, w którym zakończył karierę.

## Kariera reprezentacyjna
W reprezentacji Botswany Letsholathebe zadebiutował 5 lipca 2003 roku w zremisowanym 0:0 meczu kwalifikacji do Pucharu Narodów Afryki 2004 z Demokratyczną Republiką Konga. W 2012 roku był w kadrze Botswany na Puchar Narodów Afryki 2012. Od 2003 do 2013 rozegrał w niej 78 meczów.